# قائمة الأجناس البكتيرية التي سميت نسبة إلى مؤسسات
تمت تسمية العديد من أنواع البكتيريا نسبة إلى أسماء مؤسسات أو اختصاراتها على سبيل المثال، يتم تغيير الأسماء المؤنثة إما عن طريق تغيير النهاية إلى a (ـة أو ية) أو إلى التصغير ella (ايلا):

## قائمة المصطلحات
| المصطلح الإنجليزي | الإختصار  | الاسم الكامل | المصطلح العربي | ملاحظات                        |
| ----------------- | --------- | --- | -------------- | ------------------------------ |
| Afipia            | AFIP      | Armed Force Institute of Pathology (معهد القوات المسلحة لعلم الأمراض) الولايات المتحدة                                                                                      |                |                                |
| Basfia            | BASF      | a chemical company in Ludwigshafen, Germany (شركة كيماويات في لودفيغسهافن، ألمانيا)                                                                                         |                |                                |
| Cedecea           | CDC       | Centers for Disease Control (مراكز السيطرة على الأمراض) الولايات المتحدة | سيديسية        | إجتهاد                         |
| Deefgea           | DFG       | Deutsche Forschungsgemeinschaft; German Science Foundation (فورشينغ-سغيمينس-شافت الألماني، مؤسسة العلوم الالمانية)                                                          |                |                                |
| Desemzia          | DSMZ      | Deutsche Sammlung von Mikroorganismen und Zellkulturen (المجموعة الألمانية للكائنات الدقيقة والزرع الخلوي) ألمانيا                                                          |                |                                |
| Emticicia         | MTCC      | Microbial Type Culture Collection and Gene Bank (مجموعة زرع النوع الميكروبي وبنك الجينات) الهند                                                                             |                |                                |
| Iamia             | IAM       | Institute of Applied Microbiology at the University of Tokyo (معهد علم الأحياء الدقيقة التطبيقي في جامعة طوكيو) اليابان                                                     |                |                                |
| Ideonella         | Ideon     | Research Center, University of Lund, Sweden (مركز البحوث، جامعة لوند) السويد                                                                                                |                |                                |
| Inhella           | Inha      | University, Korea (جامعة بكوريا) |                |                                |
| Kaistella         | KAIST     | Korea Advanced Institute of Science and Technology (المعهد الكوري المتقدم للعلوم والتكنولوجيا) كوريا                                                                        |                |                                |
| Kaistia           | KAIST     | Korea Advanced Institute of Science and Technology (المعهد الكوري المتقدم للعلوم والتكنولوجيا) كوريا                                                                        |                |                                |
| Kistimonas        | KIST      | Korea Institute of Science and Technology (المعهد الكوري للعلوم والتكنولوجيا) كوريا                                                                                         |                |                                |
| Kordia            | KORDI     | Korea Ocean Research and Development Institute (المعهد الكوري لأبحاث المحيطات والتنمية) كوريا                                                                               |                |                                |
| Kordiimonas       | KORDI     | Korea Ocean Research and Development Institute (المعهد الكوري لأبحاث المحيطات والتنمية) كوريا                                                                               |                |                                |
| Kribbella         | KRIBB     | Korean Research Institute of Bioscience and Biotechnology (معهد البحوث الكوري للعلوم والتكنولوجيا الحيوية)                                                                  |                |                                |
| Kribbia           | KRIBB     | Korean Research Institute of Bioscience and Biotechnology (معهد البحوث الكوري للعلوم والتكنولوجيا الحيوية)                                                                  |                |                                |
| Lonepinella       | Lone Pine | Lone Pine Koala Sanctuary (a private zoo), Australia (محمية لون باين للكوالا -حديقة حيوان خاصة- )أستراليا                                                                   |                |                                |
| Mesonia           | MES       | Marine Experimental Station of the Pacific Institute of Bioorganic Chemistry (محطة التجارب البحرية لمعهد المحيط الهادئ للكيمياء العضوية-الحيوية) روسيا                      |                |                                |
| Niabella          | NIAB      | National Institute of Agricultural Biotechnology (المعهد الوطني للتكنولوجيا الحيوية الزراعية) كوريا                                                                         |                |                                |
| Niastella         | NIAST     | National Institute of Agricultural Science and Technology (المعهد الوطني للعلوم والتكنولوجيا الزراعية) كوريا                                                                |                |                                |
| Nubsella          | NUBS      | Nihon University College of Bioresource Sciences (كلية جامعية نيهون لعلوم الموارد الحيوية) اليابان                                                                          |                |                                |
| Pibocella         | PIBOC     | Pacific Institute of Bioorganic Chemistry (معهد المحيط الهادئ للكيمياء العضوية الحيوية) روسيا                                                                               |                |                                |
| Rikenella         | RIKEN     | Rikagaku Kenkyusho; Institute of Physical and Chemical Research (ريكاغاكو كانكيوشو؛ معهد البحوث الفيزيائية والكيميائية) اليابان                                             |                |                                |
| Rudaea            | RDA       | Rural Development Administration (إدارة التنمية الريفية) كوريا |                |                                |
| Rudanella         | RDA       | Rural Development Administration (إدارة التنمية الريفية) كوريا |                |                                |
| Sciscionella      | SCISCIO   | South China Sea Institute of Oceanology (معهد بحر الصين الجنوبي لعلم المحيطات) الصين                                                                                        |                |                                |
| Stakelama         |           | State Key Laboratory of Marine Environment Science, China (مختبر الدولة الرئيسي لعلوم البيئة البحرية) الصين                                                                 |                |                                |
| Tistrella         | TISTR     | Thailand Institute of Scientific and Technological Research (معهد تايلاند للبحوث العلمية والتكنولوجية)                                                                      |                |                                |
| Waddlia           | WADDL     | Washington Animal Disease Diagnostic-Laboratory (مختبر واشنطن لتشخيص أمراض الحيوان) الولايات المتحدة                                                                        |                |                                |
| Woodsholea        |           | Woods Hole Oceanographic Institution, Massachusetts, USA (معهد وودز هول لعلوم المحيطات، ماساتشوستس) الولايات المتحدة الأمريكية                                              |                |                                |
| Yimella           | YIM       | Yunnan Institute of Microbiology (معهد يونان لعلم الأحياء الدقيقة) الصين |                |                                |
| Yokenella         | YOKEN     | Kokuritsu-yoboueisei-kenkyusho (National Institute of Disease Prevention and Health), Japan المعهد الوطني للوقاية من الأمراض والصحة (كوكوريتسيو-يوبو إيشي-كينكيوشو) اليابان | يوكينيلا       | اسم المؤسسة + يلا في مكان ella |